# 耶路撒冷 (紐約州)
耶路撒冷（英語：Jerusalem）是一個位於美國紐約州耶芝縣的鎮。

## 人口
根據2020年美國人口普查的數據，耶路撒冷的面積為169.39平方千米，當中陸地面積為151.88平方千米，而水域面積為17.51平方千米。當地共有人口4405人，而人口密度為每平方千米26人。